# Hemeritrina

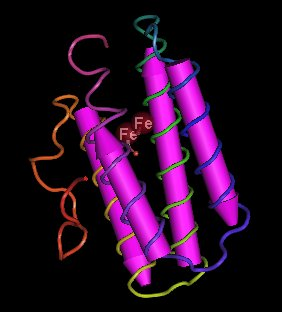
Hemeritrina oxigenada

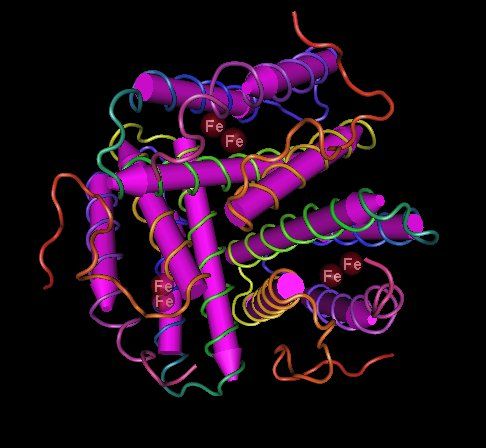
Complex trimèric d'hemeritrina

Hemeritrina, (en anglès:Hemerythrin o haemerythrin); del grec αίμα = sang i ερυθρός = roig) és una proteïna oligomèrica responsable del transport de l'oxigen (O₂) en els invertebrats marins dels embrancaments dels sipuncúlids, priapúlids, braquiopodes, i del gènere de cusc annèlids, Magelona. La Miohemeritirna és una proteïna d'unió monomèrica O₂- que es troba als músculs dels invertebrats marins. l'hemeritrina i la miohemeritrina són essencialment incolores quan estan desoxigenades, però es tornen de color rosa viola en l'estat oxigenat.
L'hemeritrina, malgrat que ho sembli pel seu nom, no conté un grup heme.
El mecanisme d'enllaç de dioxigen és inusual. La majoria dels portadors de O₂ funcionen via la formació dels complex de dioxigen, però l'hemeritrina manté el O₂ com un hidroperòxid.